# Baie de Taman
La baie de Taman (en russe : Таманский залив; en ukrainien : Таманська затока), est une baie de la péninsule de Taman, s'ouvrant sur le détroit de Kertch, qui relie la mer d'Azov à la mer Noire.

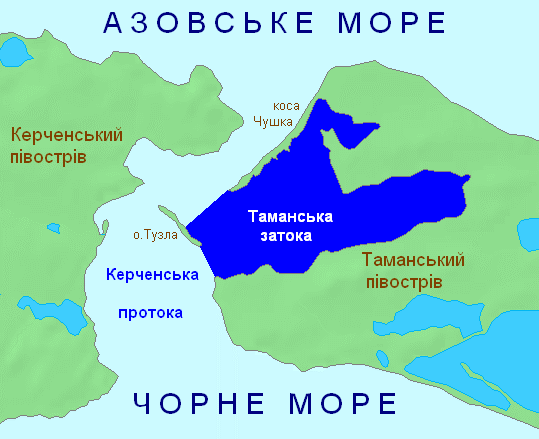

Elle est délimitée, au nord, par le cordon littoral de Tchouchka et, au sud, par l'ancien cordon de Tuzla, brisé en plusieurs îles par une tempête en 1925 (dont l'île de Tuzla) et reconstitué pour recevoir le pont de Crimée. D'une trentaine de kilomètres de longueur sur 13 kilomètres de largeur maximale, la baie est bordée de quelques petites agglomérations, dont Taman et Sennoy. Sa profondeur maximale est de 5 m.
La baie de Taman est gelée de la mi-décembre jusqu'à mars.